# نیلز اسلک والیاپا
نیلز اسلک والیاپا (انگلیسی: Nils-Aslak Valkeapää؛ ۲۳ مارس ۱۹۴۳ – ۲۶ نوامبر ۲۰۰۱) آموزگار، نویسنده، موسیقی‌دان، کارگردان و نویسنده اهل فنلاند بود.